# Dominicas de la Beata Imelda de Eslovaquia
La Congregación de Hermanas Dominicas de la Beata Imelda (oficialmente en eslovaco: Kongregácia sestier dominikánokblahoslavenej Imeldy) es una congregación religiosa católica femenina, de vida apostólica y de derecho pontificio, fundada por el  obispo eslovaco Jozef Čársky, en Petrovany, en 1943. A las religiosas de este instituto se les conoce comúnmente como dominicas de la Beata Imelda de Eslovaquia y posponen a sus nombres las siglas O.P.

## Historia
La congregación fue fundada por el obispo Jozef Čársky, por entonces administrador apostólico de la diócesis de Košice en Checoslovaquia, a partir de la unión de los tres monasterios dominicos eslovacos de Petrovany, Humenné y Trebišov, que inicialmente hacían parte de la Congregación Húngara de Santo Domingo y de la Congregación de la Beata Zdislava. Durante la Segunda Guerra Mundial, muchas de sus religiosas fueron enviadas a los campos de concentración nazi, lo que significó la casi desaparición de la congregación.
El instituto fue aprobado como congregación religiosa de derecho diocesano por el mismo fundador en 1947, agregado a la familia dominica en 1977 y elevado a congregación de derecho pontificio por el papa Juan Pablo II.

## Organización
La Congregación de Hermanas Dominicas de la Beata Imelda es un instituto religioso de derecho pontificio y centralizado, cuyo gobierno es ejercido por una priora general, hace parte de la familia dominica y su sede central se encuentra en Bratislava (Eslovaquia).
Las dominicas de Eslovaquia se dedican a la educación e instrucción cristiana de la juventud y visten un hábito compuesto por una túnica blanca y velo negro. En 2017, el instituto contaba con 83 religiosas y 9 comunidades, presentes en Eslovaquia y Ucrania.